# Riccardo Schicchi
Riccardo Schicchi (prononcé : [rikˈkardo ˈskikki] né à Augusta, le 12 mars 1953 et mort à Rome, 9 décembre 2012) est un photographe, réalisateur et producteur de films pornographiques italien.

## Biographie
Diplômé d'une école d'art avec une spécialisation en photographie, Schicchi a commencé par être photographe pour Epoca, voyageant à travers le monde, y compris dans des zones de guerre,.
Avec Ilona Staller (« Cicciolina »), il anime l'émission de radio Voulez-vous coucher avec moi ? centrée sur des discussions sur le sexe, avec des appels en direct du public.
En 1983, le duo fonde l'agence de mannequins Diva Futura (it) .
le 12 juillet 1991 Riccardo Schicchi crée le Partito dell'Amore (it) (Parti de l'amour) avec comme vedette Cicciolina et Moana Pozzi. Le parti est une parodie antiparlementaire des partis politiques italiens. En 1990, le parti n'atteint pas la limite minimale d'admission à la Chambre des députés mais Moana Pozzi enregistre un nombre important de votes.
Éva Henger a également été découverte par Schicchi devenant son épouse en 1994. Le couple a eu deux enfants, Mercedesz (1991) et Riccardo Jr. (1994), avant de se séparer, mais le couple n'est pas officiellement divorcé.
Schicchi est atteint de diabète, qui provoque son hospitalisation en 2012 pour coma diabétique. La maladie a également altéré sa vision et provoque une maladie rénale chronique. Schicchi est mort à l'hôpital Fatebenefratelli de Rome le 9 décembre 2012.